# مهرگان‌کدک
مهرگان‌کَذَک یا مهرگان‌کَدَک یا مهرگان‌کده (عربی‌شده: مهرجانقَذَق) یکی از ولایت‌های پهله (جبال یا عراق عجم) به مرکزیت شهر تاریخی سیمره بوده است. آثار تاریخی این شهر در محدودهٔ شهرستان دره‌شهر کنونی جای دارد.
آثار تاریخی این کهن شهر شامل: شهر باستانی مهرگان‌کده، آتشگاه دورهٔ ساسانی، تپه‌های پیشاتاریخی، دخمه‌های باستانی، تنگهٔ بهرام چوبینه، پل‌های باستانی گاومیشان و چم نمشت، دژهای باستانی هزاردر، دژ کوهستانی سکه‌سو، قلعه‌گل، دژهای شکر در کنار رودخانهٔ گاماسیاب، بخش‌هایی از راه باستانی پلنگ‌آو در کبرکوه، راه باستانی (میرو ری= میرو راه) در مله‌کوه. میرو همان مهر است که در اوستا به همین صورت آمده است.
بزرگ‌ترین زمین‌رانش جهان مربوط به زمین‌رانش کبرکوه می‌باشد که بخشی از کبرکوه به طول ۱۵ کیلومتر از آن جدا شده و ضمن بسته شدن مسیر رودخانه گاماسیاب محدودهٔ آن تا سراب حمام پلدختر می‌رسد. یک سر این زمین‌رانش لیت‌اتار در نزدیکی روستای گاومیشان و یک سر دیگر آن فیلمو و یا به قول بیرونی فیلان یا پیلان است. ایجاد تالاب‌های پلدختر (۶ تالاب) نتیجهٔ این زمین‌رانش می‌باشد که به وسیلهٔ گوگل ارث به راحتی دیده می‌شوند. می‌توان این شهر را شهر قلعه‌ها و همچنین با توجه به تعداد زیاد آسیاب آبی، شهر آسیاب‌های آبی نیز نامید. یکی از کهن‌ترین راه‌های باستانی ایران که خوزستان را به تیسپون متصل می‌کرد از مهرگان کده می‌گذشت.

## مردم
طبق منابع، مردم آن عرب و عجم (فارس و کرد) بوده‌اند.